# Publio Calpurnio Atiliano
Publio Calpurnio Atilano Ático Rufo (en latín: Publius Calpurnius Atilianus Atticus Rufus) fue un senador romano que vivió a finales siglo I y principios del siglo II y desarrolló su cursus honorum bajo los imperios de Trajano y Adriano.

## Carrera
Su primer cargo conocido fue el de consul ordinarius en el año 135 junto con Tito Tutilio Luperco Ponciano, bajo Adriano, quien en 136 le nombró legado de la nueva provincia romana de Siria Palestina inmediatamente después de la total derrota de la Rebelión de Bar Kojba, puesto que ocupaba todavía el 22 de noviembre de 139, bajo Antonino Pío, y a sus órdenes servía como prefecto de la Cohors II Ulpia Galatarum el caballero romano Quinto Flavio Amaciano.